# Tres Esquinas (Bulnes)
Tres Esquinas es una localidad chilena ubicada dentro de la comuna de Bulnes, de la provincia de Diguillín, en la Región de Ñuble. Cuenta con una población de 720 habitantes distribuidos en 214 viviendas según el censo chileno de 2002.